# 奧得河畔比托姆

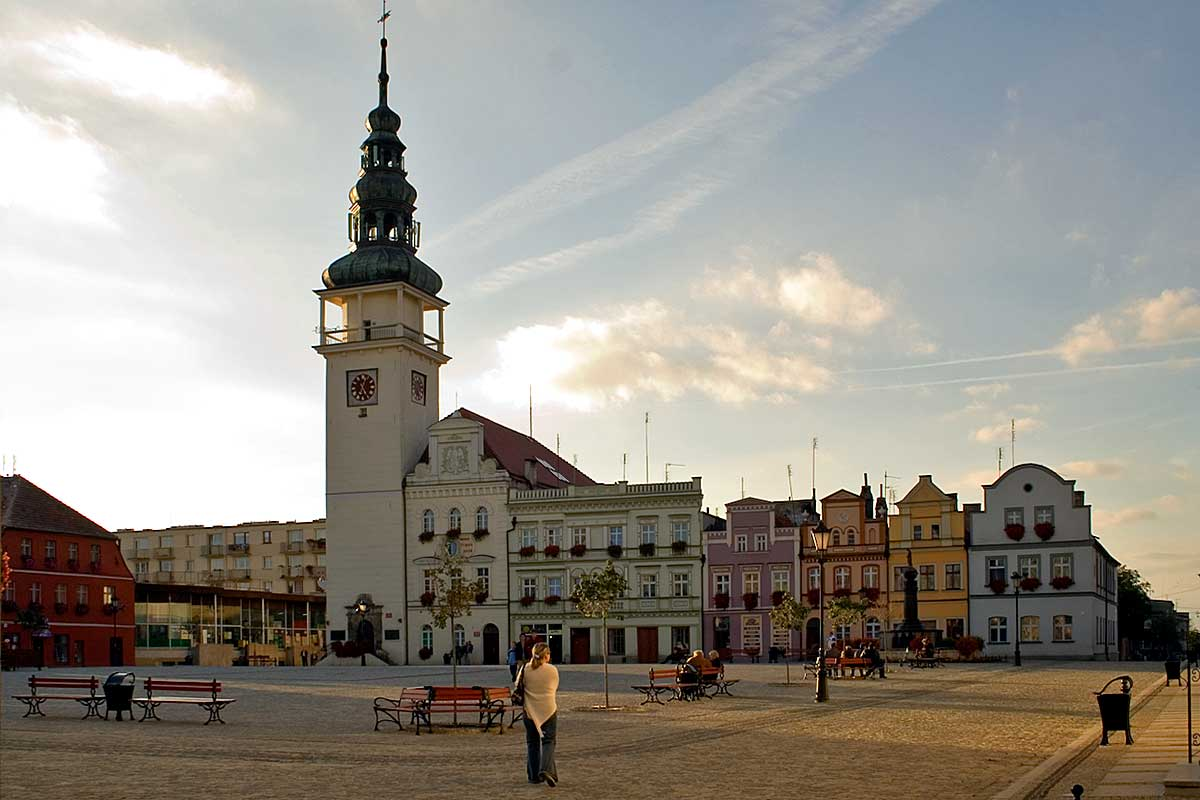

奧得河畔比托姆（波蘭語：Bytom Odrzański，發音：[ˈbɨtɔm ɔˈdʐaɲskʲi]）是波蘭盧布斯卡省的城鎮，位於該國西部奧得河畔，距離科特布斯約90公里，面積10平方公里，2006年人口4,365。

## 外部連結
- Official town webpage （页面存档备份，存于）
- Map from mapa.szukacz.pl （页面存档备份，存于）

51°44′N 15°50′E / 51.733°N 15.833°E